# Luigi Valenzano
Luigi Valenzano – włoski kierowca wyścigowy.

## Kariera
W swojej karierze wyścigowej Valenzano poświęcił się startom w wyścigach samochodów sportowych, także tych zaliczancy do klasyfikacji Mistrzostw Świata Samochodów Sportowych. W latach 1952-1953, 1955 Włoch pojawiał się w stawce 24-godzinnego wyścigu Le Mans. W pierwszym sezonie startów odniósł zwycięstwo w klasie S 2.0, a w klasyfikacji generalnej był szósty. Trzy lata później był drugi w klasie S 3.0.